# アンナ・クリスチャン
アンナ・エリザベス・クリスチャン（Anna Elizabeth Christian、1995年8月6日 - ）は、イギリスのマン島、ダグラス出身の女性自転車競技選手。

## 来歴
2014年の世界選手権自転車競技大会ロードレースから出場している。

### 戦績
2013年
- イギリスジュニアロードレース選手権
- U18部門 個人ロード 優勝

2014年
- イギリスジュニアロードレース選手権
- U23部門 トラック競技種目 優勝